# Eva Toulová
Eva Toulová (* 3. února 1990 Znojmo) je česká režisérka, herečka, spisovatelka, scenáristka, výtvarnice a ilustrátorka, režisérka celovečerních filmů Šťastná, Camino na kolečkách, Casting na lásku, Jak se moří revizoři, Černobyl na kolečkách a Láska na zakázku.

## Život
Vyrůstala v Moravském Krumlově. Od věku pěti let navštěvovala výtvarnou uměleckou školu. Studovala na Střední umělecké škole grafické v Jihlavě, pak byla přijata na pražskou FAMU – obor režie, kde studovala pod vedením Věry Chytilové, Jasmíny Blaževič a Víta Olmera. Studium FAMU ukončila absolventským snímkem Dvojhra.

## Tvorba
Debutovala v roce 2014, kdy uvedla do kin celovečerní film Šťastná, inspirovaný životem začínajících hereček. V 2017 roce následoval celovečerní kinodokument Camino na kolečkách, kvůli kterému musela režisérka po dobu jednoho měsíce – stejně jako hlavní protagonista trpící roztroušenou sklerózou na invalidním vozíku – absolvovat 640 km pěší chůze Španělskem do Santiaga de Compostely. Snímek získal několik mezinárodních cen, včetně dvou prvních míst v Barceloně a Venezuele a byl uvedený v kinodistribuci a několika televizních stanicích.
V 2018 následoval její druhý hraný film s názvem Jak se moří revizoři – komedie o životě typické české rodinky s revizorem jako hlavním hrdinou. V roce 2019 spolurežírovala seriál Čechovi z podnikatelského prostředí. V roce 2020 napsala a zrežírovala komedii Casting na lásku, o těžkostech seznamování v moderní době, kterou kromě kinodistribuce a televizního vysílání odkoupil i Netflix. V rámci zájmu o poutická témata natočila v roce 2020 pro Českou televizi polohranný snímek Pěšky bez hranic o tematice moderního poutnictví, sérii Pěšky hezky česky a v roce 2022 se dočkalo pokračování úspěšného Camino na kolečkách filmem s názvem Černobyl na kolečkách, ve kterém se vydala se stejným tvůrčím týmem s vozíčkářem s roztroušenou sklerózou do Černobylu.
V roce 2025 uvede do kin dva celovečerní filmy, Krtkův svět a Deník shopaholičky.
Kromě filmu se věnuje i výtvarnému umění, literatuře a ilustraci. Účastnila se několika samostatných i sdílených výtvarných výstav (NOD-ROXY, OC Šestka, Divadlo Kámen, Dům Pánů z Lipé na nám. Svobody v Brně, Obrazárna Želeč, Galerie Záliv v Bechyni), 2007 vytvořila největší obraz kreslený pastelkami v České republice (zapsán v knize českých rekordů), ilustrovala přibližně desítku knih světových autorů pro nakladatelství Tribun a účastnila se mnoha výtvarných výstav. Je autorkou knih Vanitas, Šťastná, Sedmero vran, Alenka v údivu a Jak se moří revizoři.

## Dílo

### Filmografie
- 2010 – Navíc – krátkometrážní film
- 2010 – Obchod – krátkometrážní film
- 2011 – Náplast – krátkometrážní film
- 2012 – Dvojhra – absolventský film
- 2014 – Šťastná
- 2017 – Camino na kolečkách – dokumentární film
- 2018 – Jak se moří revizoři
- 2019 – Čechovi – desetidílný seriál
- 2020 – Casting na lásku
- 2020 – Pěšky bez hranic – polohranný dokument
- 2020 – Pěšky hezky česky – dokumentární cyklus
- 2022 – Černobyl na kolečkách – dokumentární film
- 2024 – Superžena
- 2024 – Tancem ke kořenům – dokumentární film
- 2024 – Láska na zakázku
- 2025 – Krtkův svět
- 2025 – Deník shopaholičky

Dále natočila sérii pěti spotů proti kyberšikaně pro Policii ČR a Jihomoravský kraj.

### Literární tvorba
- 2009 – kniha Vanitas (nakl. Montanex)
- 2010 – kniha Šťastná (nakl. Olympia)
- 2010 – básně v almanachu Stoupající hvězdy (nakl. Alisa)
- 2011 – kniha Sedmero vran (nakl. Akcent)
- 2012 – kniha Alenka v údivu (nakl. Ebook dimansion)
- 2018 – kniha Jak se moří revizoři (nakl. Olympia)
- 2024 – kniha Zpověď kudrnaté režisérky (nakl. Monument)
- 2024 – kniha Romantická Developerka (nakl. Monument)

## Ocenění
- 1. cena pro Černobyl na kolečkách za nejlepší celovečerní dokument na Košice Film Fest
- 1. cena pro Černobyl na kolečkách za nejlepší celovečerní dokument na Brno Film Festival 2022
- 1. cena pro Camino na kolečkách za nejlepší celovečerní dokument na festivalu Planet film festival v Barceloně
- 1. cena pro Camino na kolečkách za nejlepší celovečerní dokument na festivalu ve Venezuele na FIVE CONTINENTS INTERNATIONAL FILM FESTIVAL
- 1. cena pro Pěšky bez hranic – Petrohrad – ADIFF – Actor&Director Awards
- 1. cena pro Pěšky bez hranic – London – Best Documentary Award